# Lista över svenska miljardärer (1998)
Det här är en lista över svenska miljardärer, räknat i svenska kronor (SEK), för år 1998.
| Nr | Namn                        | Förmögenhet           | Ålder | Källa till rikedom  |
| -- | --------------------------- | --------------------- | ----- | ------------------- |
| 1  | Ingvar Kamprad              | >40 miljarder SEK     | 72    | Ikea                |
| 2  | Gad Rausing                 | ca 40 miljarder SEK   | 75    | Tetra Pak           |
| 3  | Stefan Persson              | ca 29 miljarder SEK   | 50    | Hennes & Mauritz    |
| 4  | Hans Rausing                | ca 25 miljarder SEK   | 72    | Tetra Pak           |
| 5  | Fredrik Lundberg            | 3,7 miljarder SEK     | 46    | Lundbergföretagen   |
| 6  | Margareta Wallenius-Kleberg | drygt 2 miljarder SEK | 60    | Walleniusrederierna |
| 7  | Lottie Tham                 | 2 miljarder SEK       | 48    | Hennes & Mauritz    |
| 8  | Melker Schörling            | 1,4 miljarder SEK     | 50    | Securitas, Assa     |
| 9  | Gustaf Douglas              | 1,3 miljarder SEK     | 60    | Securitas, Latour   |
| 10 | Thord Wilkne                | <1,3 miljarder SEK    | 54    | WM-data             |

Familjerna Wallenberg, Bonnier, EF-miljonären Bertil Hult plus några till platsar också på listan.